# Tribunal Supremo de Elecciones de Costa Rica
El Tribunal Supremo de Elecciones de Costa Rica es el órgano supremo electoral de la República de Costa Rica. Fue creado en 1949, cuando se promulgó la actual Constitución Política de esta nación centroamericana. El Tribunal es el órgano constitucional superior en materia electoral y por lo tanto responsable de la organización, dirección y vigilancia de los actos relativos al sufragio.
Por reforma de la Constitución Política el 5 de junio de 1975, se le otorgó al Tribunal Supremo de Elecciones el mismo rango e independencia de los poderes Ejecutivo, Legislativo y Judicial de Costa Rica, por lo que la institución es el cuarto poder de la República.

## Historia

### Orígenes
Fue con la Constitución de Cádiz de 1812 que el país se organizó electoralmente al realizarse las primeras elecciones en Costa Rica, siendo electo el padre Florencio del Castillo, quien fue después el representante en las Cortes de Cádiz. En el año 1821 llegó la comunicación de la Independencia, esto permitió que fuera más sencillo incorporarse al primer Estatuto Político llamado Pacto de Concordia o Pacto Social Fundamental Interino el 1 de diciembre de 1821.

#### Voto directo y secreto
En el primer gobierno de Ricardo Jiménez Oreamuno, en 1913, se estableció el voto directo, y en su segunda administración se establece, en 1925, como directo y secreto, además de disponer las elecciones de Presidente y Diputados para el segundo domingo de febrero, disposición que se mantuvo hasta 1948; posteriormente, se reformó la Constitución y se fijó la realización de elecciones para el primer domingo de febrero.
En la ley de 1925, se creó el Consejo Nacional de Electores, primer antecesor de lo que hoy es el Tribunal Supremo de Elecciones. Una característica que tenía esta ley era que cualquiera de los miembros de este Consejo perdería su cargo si algún candidato o dirigente político era su pariente, a pesar de que actualmente no es así, ya que si aparece algún candidato pariente de uno de los magistrados del Tribunal Supremo de Elecciones, este tiene que retirarse de la integración de este Organismo. También en este año, el Registro Cívico extiende por primera vez la «cédula personal de sufragio» en forma de boleta (carta de ciudadanía), únicamente para emitir el voto, apareciendo el primer antecedente de la cédula de identidad. En el tercer gobierno de Jiménez Oreamuno, en el año 1936, se estipula un porcentaje mínimo de un 40% de votos válidos emitidos a favor de un partido para ganar las elecciones.

### Código Electoral
Durante el gobierno de Teodoro Picado. el 18 de enero de 1946, y mediante el decreto n.° 500, se crea el Código Electoral, el cual regula los procesos electorales costarricenses. En un apartado exclusivo del Código Electoral, se cambió el nombre del Consejo Nacional de Electores por el de Tribunal Nacional Electoral. Conforme a esta disposición, un magistrado propietario y un suplente eran elegidos por el Poder Ejecutivo, Legislativo y Judicial. 
Al igual que el Consejo Nacional Electoral, ese Tribunal carecía de autonomía por cuanto podía solamente declarar de manera provisional la elección de Presidente de la República y Diputados, ya que en última instancia era el Congreso quien daba el fallo definitivo. 
Así operó el Tribunal Nacional Electoral que realizó las elecciones de 1948, auxiliado por el Código Electoral de 1946, que en gran parte mantiene su legislación en el Código Electoral actual.
El 14 de septiembre de 1948, por medio del decreto n.° 171, la Junta Fundadora de la Segunda República acordó cambiar el nombre del Tribunal Nacional Electoral por el de Tribunal Supremo de Elecciones, cuyos miembros serían nombrados por la Corte Suprema de Justicia.

### Periodo post-Constitución
La Constitución de 1871 rigió en Costa Rica durante un período bastante largo, sin embargo, con la revolución del 48, encabezada por José Figueres Ferrer, se puso fin a dicha constitución. Mediante la Asamblea Nacional Constituyente es decretada la actual Constitución Política del 7 de noviembre de 1949, la cual incluye un capítulo dedicado a las garantías electorales, siendo una de ellas la de otorgar independencia en sus funciones al Tribunal Supremo de Elecciones, en la cual el derecho del sufragio y los organismos electorales van a tener especial importancia. El constituyente de la época, consciente de sus obligaciones e interpretando con absoluta claridad el anhelo cívico de los costarricenses a garantizar la pureza del sufragio, creó el Tribunal Supremo de Elecciones, cuyo objetivo lo define el artículo 99 de la citada Constitución Política que a la letra dice:

La organización, dirección y vigilancia de los actos relativos al sufragio, corresponden en forma exclusiva al Tribunal Supremo de Elecciones, el cual goza de independencia en el desempeño de su cometido. Del Tribunal dependen los demás organismos electorales.

El Tribunal adquirió rango constitucional con independencia de todos los poderes del estado, y asumió la dirección de los asuntos electorales y también el Registro Civil, como máxima dependencia. El Tribunal Supremo de Elecciones es el Órgano Constitucional Superior en materia electoral y por lo tanto responsable de la organización, dirección y vigilancia de todos los actos relativos al sufragio, fortalecido por varias disposiciones, entre ellas:
Las resoluciones que dicte no tienen recurso, salvo la acción por prevaricato (artículo 103 de la Constitución Política), de lo que se desprende la absoluta independencia de que goza en cuanto a sus atribuciones.
Tanto a los Magistrados, como al personal de la Institución, les está prohibida toda participación político-partidista, con excepción de emitir el voto el día de las elecciones nacionales (artículo 88 del Código Electoral). Debido a lo anterior, el Tribunal Supremo de Elecciones adquirió relevancia e importancia no solo en el ámbito nacional, sino que ha traspasado las fronteras hasta convertirse en un organismo de reconocimiento internacional.

## Funciones

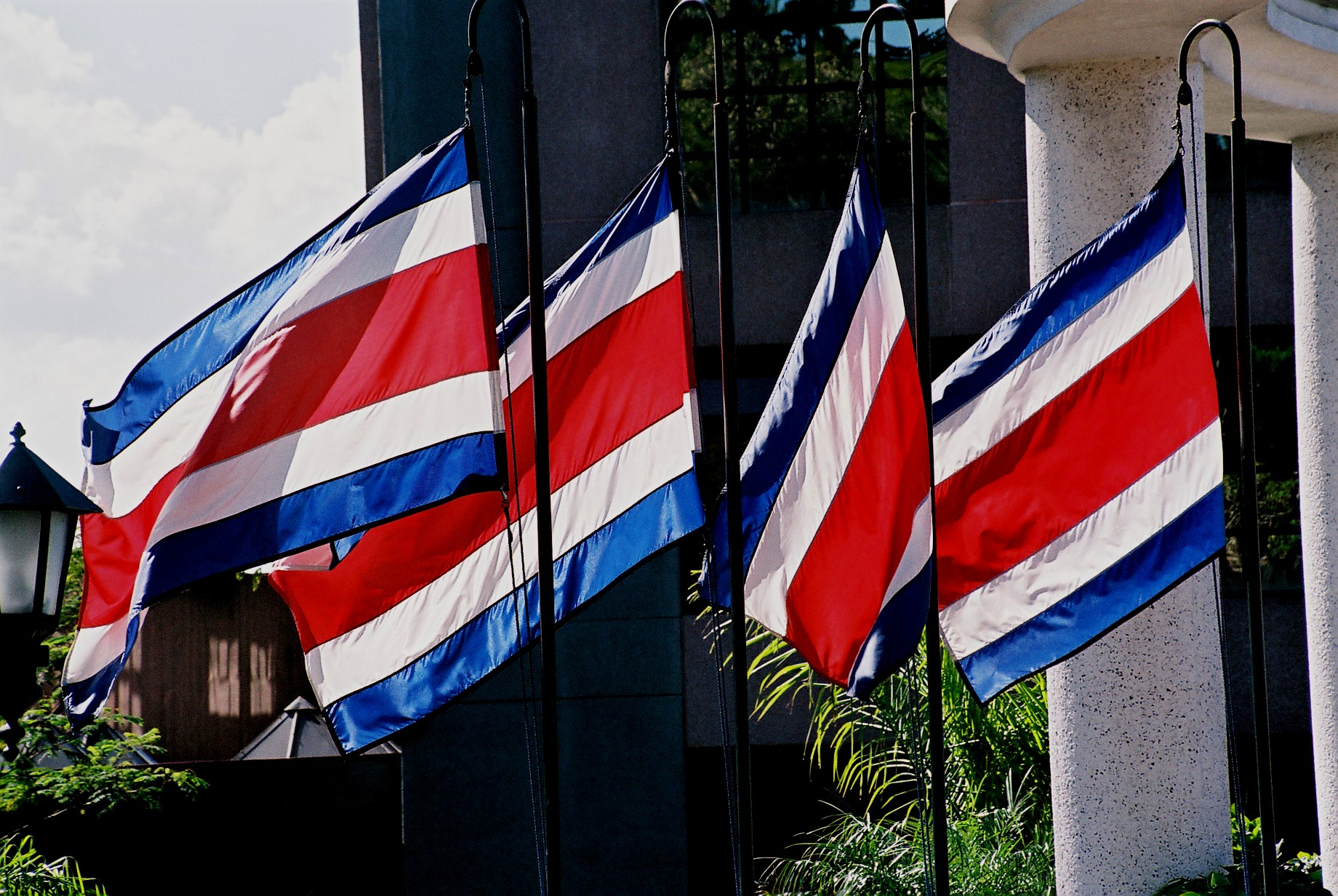
Banderas de Costa Rica, frente a la Plaza de la Libertad Electoral.

El Tribunal Supremo de Elecciones de Costa Rica tiene, de acuerdo con el Artículo 102 de la Constitución Política de 1949, entre algunas de sus funciones:
- Convocar a elecciones populares.
- Nombrar los miembros de las Juntas Electorales.
- Interpretar en forma exclusiva y obligatoria las disposiciones constitucionales y legales referente a la materia electoral.
- Conocer en alzada de las resoluciones apelables que dicten el Registro Civil y las Juntas Electorales.
- Investigar por sí o por medio de delegados, y pronunciarse con respecto a toda denuncia formulada por los partidos sobre parcialidad política de los servidores del Estado en el ejercicio de sus cargos o sobre actividades políticas de funcionarios a quienes les esté prohibido ejercerlas.
- Dictar, con respecto a la Fuerza Pública, las medidas pertinentes para que los procesos electorales se desarrollen en condiciones de garantías y libertad irrestrictas.
- Ejecutar el escrutinio definitivo de los sufragios emitidos en las elecciones de Presidente y Vicepresidente de la República, Diputados a la Asamblea Legislativa, miembros de las Municipalidades y Representantes a Asambleas Constituyentes;
- Hacer la declaratoria definitiva de la elección de Presidente y Vicepresidente de la República, dentro de los treinta días siguientes a la fecha de la votación y en el plazo que la ley determine, la de los otros funcionarios, citados en el

## Estructura
El Tribunal Supremo de Elecciones de Costa Rica se estructura en los siguientes órganos y dependencias:
- La Dirección General de Estrategia Tecnológica. 
  - Departamento de Tecnologías de Información y Comunicaciones.
  - Departamento de Comercialización de Servicios
- La Dirección General de Registro Civil.
  - Departamento Electoral
  - Departamento Civil
- La Dirección General del Registro Electoral y de Financiamiento de Partidos Políticos.
  - Departamento de Programas Electorales
  - Departamento de Financiación de Partidos Políticos
  - Departamento de Registro de Partidos Políticos
- La Dirección Ejecutiva.
  - Departamento de Recursos Humanos
  - Departamento de Proveeduría
  - Departamento de Contaduría
- El Instituto de Formación y Estudios en Democracia (IFED).

Incompleto

## Titulares
El Tribunal está integrado por tres magistrados propietarios y seis suplentes, sin embargo un año antes y hasta seis meses después de la fecha de las elecciones generales dos de los suplentes pasan a ser propietarios, para integrar un Tribunal de cinco miembros. Los Magistrados son nombrados por la Corte Suprema de Justicia por mayoría calificada de las dos terceras partes de sus votos, y su período es de seis años, pudiendo ser reelectos.

### Magistrados
La actual presidenta del Tribunal Supremo de Elecciones es la magistrada Eugenia María Zamora Chavarría quien, de manera ordinaria, ejerce la magistratura junto con Max Alberto Esquivel Faerron, vicepresidente, y Zetty María Bou Valverde. La magistratura suplente la ocupa Luz de los Ángeles Retana Chinchilla,  Mary Anne Mannix Arnold, Luis Diego Brenes Villalobos, Hugo Picado León, Héctor Fernández Masís y Wendy González Araya.

#### Requisitos
Deberán reunir iguales condiciones y estarán sujetos a las mismas responsabilidades que los Magistrados que integran la Corte Suprema de Justicia. Los requisitos son:
1. Ser costarricense por nacimiento o por naturalización, con domicilio en el país no menor de diez años, después de obtenida la carta respectiva. Sin embargo, el presidente del Tribunal Supremo de Elecciones deberá ser costarricense por nacimiento.

1. Ser ciudadano en ejercicio
2. Pertenecer al estado seglar,
3. Ser mayor de treinta y cinco años;
4. Ser abogado, y haber ejercido la profesión por lo menos durante diez años.

Los Magistrados del Tribunal Supremo de Elecciones gozarán de las inmunidades y prerrogativas que corresponden a los miembros de los Supremos Poderes.

### Presidencias
| Nombre (Nacimiento-muerte) | Nombre (Nacimiento-muerte)                 | Imagen              | Período en el cargo      | Período en el cargo     |
| Nombre (Nacimiento-muerte) | Nombre (Nacimiento-muerte)                 | Imagen              | Inicio                   | Final                   |
| -------------------------- | ------------------------------------------ | ------------------- | ------------------------ | ----------------------- |
|                            | Carlos Orozco Castro (1887-1967)           |                     | 20 de septiembre de 1948 | 7 de mayo de 1959       |
|                            | Manuel Antonio González Herrán (1900-1994) |                     | 8 de mayo de 1959        | 5 de mayo de 1961       |
|                            | Alfonso Guzmán León (1910-2006)            |                     | 8 de mayo de 1961        | 7 de mayo de 1969       |
|                            | Juan Rodríguez Ulloa (1914-1990)           |                     | 8 de mayo de 1975        | 7 de mayo de 1977       |
|                            | Manuel Yglesias Echeverría (1926-1985)     |                     | 8 de mayo de 1979        | 7 de mayo de 1981       |
|                            | Francisco Sáenz Meza (1921-1992)           |                     | 8 de mayo de 1969        | 7 de mayo de 1975       |
| 8 de mayo de 1977          | Francisco Sáenz Meza (1921-1992)           | 7 de mayo de 1979   |                          |                         |
| 8 de mayo de 1981          | Francisco Sáenz Meza (1921-1992)           | 30 de junio de 1986 |                          |                         |
|                            | Gonzalo Brenes Camacho (1938-)             |                     | 1 de julio de 1986       | 30 de junio de 1992     |
|                            | Rafael Villegas Antillón (1932-)           |                     | 1 de julio de 1992       | 14 de noviembre de 1998 |
|                            | Rafael Meza Chaves (1938-2012)             |                     | 17 de noviembre de 1998  | 11 de febrero de 1999   |
|                            | Óscar Flores Montoya (1940-)               |                     | 5 de abril de 1999       | 28 de febrero de 2007   |
|                            | Luis Antonio Sobrado González (1962-)      |                     | 23 de julio de 2007      | 15 de diciembre de 2021 |
|                            | Eugenia María Zamora Chavarría (1957-)     |                     | 16 de diciembre de 2021  | –                       |